# Wiktor Dunin-Wąsowicz
Wiktor Dunin-Wąsowicz (ur. 25 września 1886 w Bukareszcie, zm. ?) – polski działacz niepodległościowy, inspektor Policji Państwowej, nadinspektor Straży Granicznej, major piechoty Wojska Polskiego, inżynier i kawaler Orderu Virtuti Militari.

## Życiorys
Urodził się 25 września 1886 w Bukareszcie, ówczesnej stolicy Królestwa Rumunii, w rodzinie Ludwika i Heleny z Waltherów.
Ze wspomnień Mieczysława Naramowskiego wynika, że Wiktor Dunin-Wąsowicz przyjechał z Ameryki, by wstąpić do Legionów Polskich. Od 5 lipca do 21 listopada 1915 i od 5 lutego do 9 września 1916 służył w polu w 3. kompanii I baonu 1 Pułku Piechoty. 11 października 1915 został pod Kuklami. Leczył się w c. i k. Szpitalu Rezerwowym Nr 10 należącym 4 Armii. 31 marca 1917 był wykazany jako plutonowy we wniosku z 3. kompanii I baonu 1 pp do odznaczenia austriackim Krzyżem Wojskowym Karola. W lipcu 1917, po kryzysie przysięgowym, został internowany w Szczypiornie. Ludwik Dudziński zanotował w swoim pamiętniku, że 11 października 1917 Wiktor Dunin-Wąsowicz został aresztowany pod zarzutem należenia do obozowej Rady Żołnierskiej, a zatrzymanie nastąpiło wskutek denuncjacji braci Jezierskich, rodem z ziemi kaliskiej. Mieczysław Naramowski zanotował, że Wiktor Dunin-Wąsowicz przybył od obozu karnego Rastatt na początku listopada 1917 razem z Januszem Olszamowskim ps. „Łaszczyc”, Franciszkiem Tomsa ps. „Zapolski”, Maksymilianem Lewinem, Jerzym Thomsonem-Długosiewiczem i Bolesławem Rodkiewiczem.
16 stycznia 1919 jako sierżant I Brygady Legionów Polskich został z dniem 2 grudnia 1918 przyjęty do Wojska Polskiego i mianowany podporucznikiem w piechocie. 2 lutego 1919 został czasowo odkomenderowany z 33 Pułku Piechoty do Oddziału I Sztabu Generalnego.
3 maja 1922 został zweryfikowany w stopniu kapitana ze starszeństwem z 1 czerwca 1919 i 1125. lokatą w korpusie oficerów piechoty, a jego oddziałem macierzystym był wówczas 1 Pułk Piechoty Legionów. Później został przeniesiony do 72 Pułku Piechoty w Radomiu i przydzielony do Komendy Obozu Warownego „Wilno”. W 1924 został przeniesiony do 6 Pułku Piechoty Legionów w Wilnie.
W sierpniu 1926 został przeniesiony z 6 pp Leg. do Korpusu Ochrony Pogranicza i przydzielony do Dowództwa 6 Brygady KOP na stanowisko II oficera sztabu. 18 lutego 1928 został mianowany majorem ze starszeństwem z 1 stycznia 1928 i 55. lokatą w korpusie oficerów piechoty. Z dniem 31 października 1928 został przeniesiony z KOP do dyspozycji komendanta Straży Granicznej. Z dniem 30 września 1930 został przeniesiony w stan spoczynku. W 1934, jako oficer stanu spoczynku pozostawał w ewidencji Powiatowej Komendy Uzupełnień Bydgoszcz Miasto. Posiadał przydział do Oficerskiej Kadry Okręgowej Nr VIII. Był wówczas grupie oficerów „pełniących służbę w Straży Granicznej”.
W latach 1928–1937, w stopniu nadinspektora, pełnił służbę na stanowisku komendanta Pomorskiego Inspektoratu Okręgowego Straży Granicznej w Czersku, a od 1931 w Bydgoszczy. 20 listopada 1937 minister spraw wewnętrznych Felicjan Sławoj Składkowski mianował go z dniem 1 grudnia 1937 inspektorem Policji Państwowej i przydzielił do Komendy Głównej Policji Państwowej. 1 grudnia 1937 objął obowiązki w Inspekcji Komendy Główmej PP. Od 27 stycznia 1938 do września 1939 był komendantem Szkoły Szeregowych Policji Państwowej w Mostach Wielkich.

## Ordery i odznaczenia
- Krzyż Srebrny Orderu Wojskowego Virtuti Militari nr 7113 – 17 maja 1922[22][23][2]
- Krzyż Niepodległości – 22 grudnia 1931 „za pracę w dziele odzyskania niepodległości”[24][25]
- Krzyż Oficerski Orderu Odrodzenia Polski – 27 listopada 1929 „za zasługi na polu pracy niepodległościowej oraz około bezpieczeństwa granic”[26][25]
- Krzyż Walecznych dwukrotnie[27]
- Złoty Krzyż Zasługi[25]
- Krzyż Zasługi Wojsk Litwy Środkowej – 3 marca 1926[28][25]